# Alexandre Arsène Girault
Alexandre "Alec" Arsène Girault, 
född 9 januari 1884 i Annapolis i Maryland, död 2 maj 1941 i Brisbane i Australien var en amerikansk entomolog som huvudsakligen studerade glanssteklar.
Girault publicerade närmare 500 vetenskapliga artiklar och beskrev över 3000 nya arter i Australiens fauna.
Auktorsnamnet Girault kan användas för Alexandre Arsène Girault i samband med ett vetenskapligt namn inom zoologin; se Wikipedia-artiklar som länkar till auktorsnamnet.